# Attheyella warreni
Attheyella warreni är en kräftdjursart som beskrevs av Brady 1913. Attheyella warreni ingår i släktet Attheyella och familjen Canthocamptidae. Inga underarter finns listade i Catalogue of Life.